# Lobopodia (anatomia)
Lobopodia − typ odnóży charakterystyczny dla pratchawców.
Są to odnóża jednogałęziste, obecne w liczbie 13–43 par. Rozmieszczone są w regularnych odstępach po brzuszno-bocznej stronie ciała. Stanowią uwypuklenia ściany ciała do których wchodzą uchyłki hemocelu. Nie są członowane, natomiast występuje na nich pierścieniowanie. Zbudowane są ze stożkowatej części podstawowej oraz stopy, na którą składa się 3 do 6 pierścieni. Na stopie występują szczecinki, a kończy ją para hakowatych pazurków, u nasady których obecne są papille zmysłowe. Na muskulaturę odnóży składają się tylko skośne mięśnie grzbietowo-brzuszne i mięśnie odpowiedzialne za ruch pazurków.